# Бадігін Костянтин Сергійович

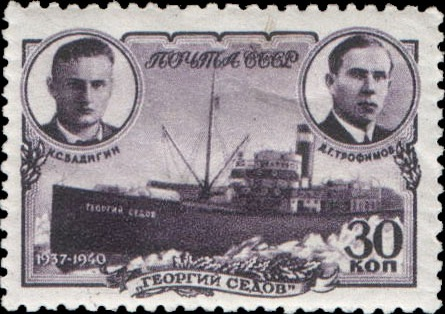
Костянтин Бадігін на марці Пошти СРСР

Костянтин Сергійович Бадігін (16 (29) листопада 1910, Пенза — 17 березня 1984, Москва) — радянський капітан далекого плавання, дослідник Арктики, Герой Радянського Союзу (1940), письменник.

## Біографія

### Дитинство й освіта
Народився 1910 року в Пензі. Батько — агроном, мати — медик. Будинок у Пензі, в якому народився Костянтин Бадігін, знаходився за адресою вулиця Куйбишева, 3. У 2009 році цей будинок повністю згорів, але до 2014 року був відновлений в первинному вигляді на тому ж місці і отримав ту ж поштову адресу. На відновленому будинку встановлено меморіальну дошку, присвячену Бадігіну.
З 1928 — матрос на пароплаві «Індигірка» на Далекому Сході. За рейс самостійно підготувався до іспитів на другий курс Владивостоцького морського технікуму. Чотирирічну програму цього технікуму вивчив за півтора роки, блискуче склав іспити екстерном. У 1932 році закінчив технікум з дипломом судноводія.

### Полярні подорожі
У 1933 році переїхав до Архангельська. Спершу влаштувався матросом на лісовоз, а через деякий час — на «Юшару» третім помічником капітана. У 1935—1936 роках ходив по Північному Льодовитому океану третім помічником капітана криголама «Красін» (капітан Михайло Бєлоусов).
У 1937 році — другий помічник на криголамному пароплаві «Садко», який 23 жовтня 1937 року був затертий дрейфуючими льодами разом з криголамами «Малигін» і «Георгій Сєдов» у морі Лаптєвих.
18 березня 1938 року був призначений капітаном криголама «Георгій Сєдов», на якому залишився дрейфувати (екіпаж 15 осіб). Дрейф тривав 812 діб і закінчився у Гренландському морі. У 1940 році капітану криголама Бадігіну було присвоєно звання Героя Радянського Союзу.
Після зимівлі Бадігін працював начальником у штурмансько-навігаційній службі Морського управління Головсевморшляху.
Після закінчення дрейфу отримав відпустку на кілька місяців, працював над книгою «На кораблі „Георгій Сєдов“ через Льодовитий океан».

### Участь у війні
У 1941—1946 роках перебував на військовій службі, брав участь у Німецько-радянській війні.
У 1941—1943 роках був командиром криголамного загону Біломорської флотилії, начальником штабу Архангельського штабу морських операцій, першим заступником начальника Управління Біломорських льодових операцій.
У 1943—1945 роках — капітан теплохода «Клара Цеткін» на Тихому океані, перевозив оборонні вантажі з США до Владивостока. Дослужився до звання капітана 3 рангу і вийшов у відставку.
У 1940-1950-і роки жив у Москві на Тверській вулиці, будинок 6, а потім — на Каширському шосе, будинок 98.

### Кар'єра історика і літератора
У 1950 році закінчивши Московський педагогічний інститут, потім навчався в аспірантурі при Московського державного університету. У 1953 році захистив дисертацію «льодові плавання російських поморів з XII по XVIII століття» і отримав ступінь кандидата географічних наук. У своїй дисертації Бадігін посилався на текст рукопису «Ходіння Іваново Олельковича сина Ноугородца», про яку дізнався від письменника Бориса Шергіна. Історик Володимир Мавродін у 1958 році опублікував статтю, в якій зазначав, що дисертація Бадігіна заснована на недостовірних джерелах. Дисертації Бадігіна присвятив статтю «„Древностелюбиві прокази“ новітнього часу» історик Володимир Козлов у своїй книзі 2001 року. На видання книги К. С. Бадігіна «По студених морях» 1956 року, заснованої на його дисертації, різко відгукнулися радянські вчені Варвара Адріанова-Перетц, Олександр Андрєєв, Михайло Бєлов, Віктор Виноградов, Яков Гаккель, Дмитро Лихачов, Володимир Малишев.
1960 року створив у Калінінграді місцеве відділення Спілки письменників. Першим секретарем відділення став Ілля Дмитрович Жернаков.
З 1973 — голова комісії з морської художньої літератури Спілки письменників СРСР.
Останні роки з 1977 року жив із другою дружиною Ніною Василівною Бадігіною (1943—2013) за адресою місто Москва, Єгерська вулиця, будинок 3.
Помер у 1984 році, похований на Кунцевському цвинтарі Москви. Там же поховано його другу дружину.

## Нагороди
- Герой Радянського Союзу (3.02.1940).
- Орден Леніна (3.02.1940).
- Орден Трудового Червоного Прапора (28.11.1980).
- Орден «Знак Пошани» (10.08.1945).
- Почесний громадянин міста Архангельськ.

## Пам'ять
- Вулиця Бадігіна та проїзд Бадігіна в Пензі.
- Проїзд Бадігіна в Архангельську.
- У Мелітополі є вулиця і пєять провулків, названі на честь Бадігіна, але з помилкою у назві, яка міцно закріпилась в міській топоніміці: вулиця Бадигіна, провулок Бадигіна, 1-й провулок Бадигіна, 2-й провулок Бадигіна, 3-й провулок Бадигіна, 4-й провулок Бадигіна.
- Відновлений «Будинок Бадігіна» в Пензі (вулиця Куйбишева, 3) та меморіальна дошка Бадігіну на цьому будинку. У 2022 році в будівлі відкрито арт-простір «Будинок Бадігіна», філію Пензенської картинної галереї імені К. А. Савицького.
- Пам'яті Бадігіна присвячена експозиція Пензенського літературного музею.
- Ульянівська об'єднана технічна школа носить його ім'я.

## Твори
Зібрання творів:

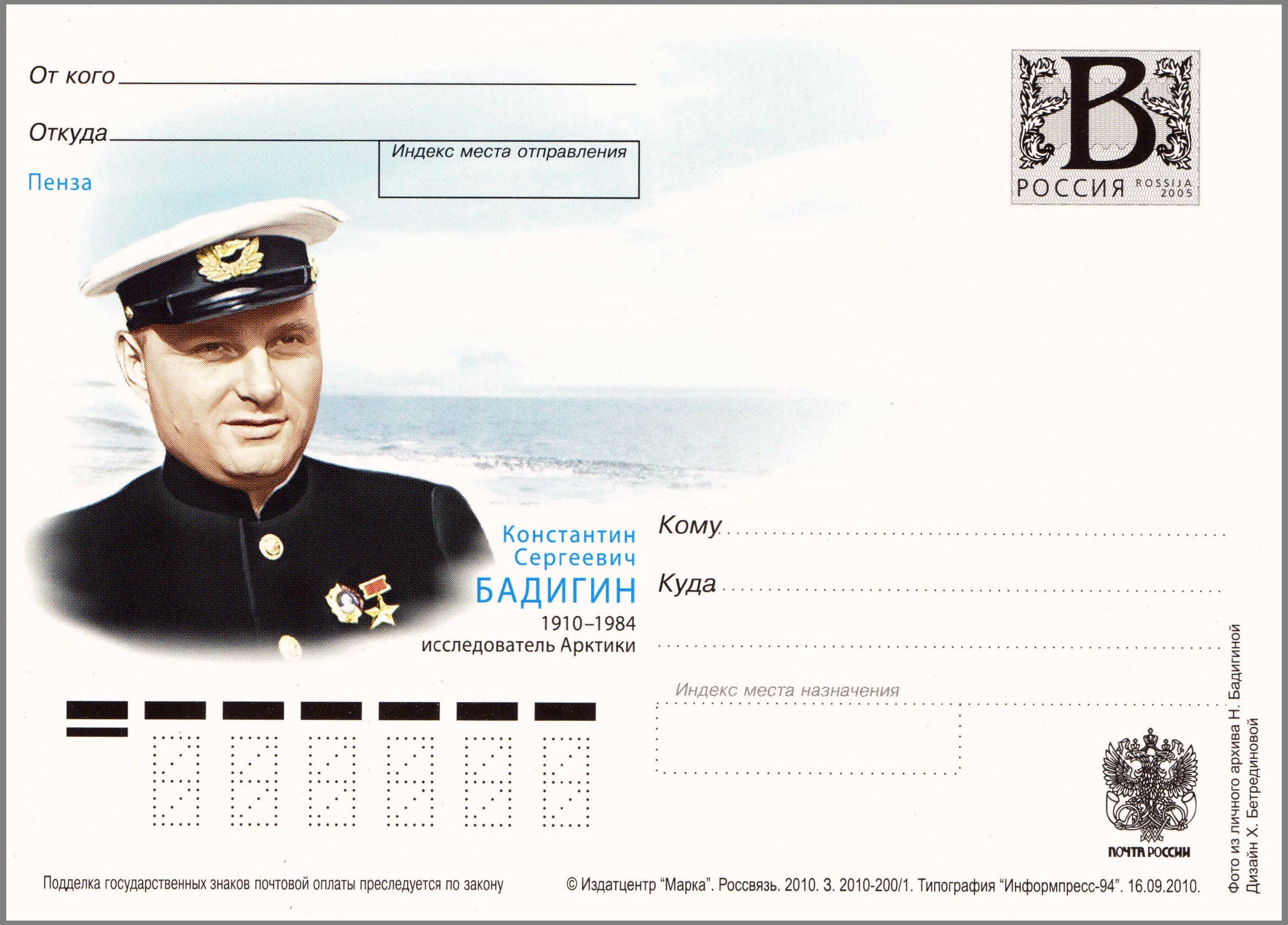
Поштова картка, випущена до сторіччя від дня народження К. С. Бадігіна. Росія, 2010 р., (ЦФА [ АТ «Марка» ] № 160о-2010/2010-200/1)

- Зібрання творів у чотирьох томах. — Москва: Дитяча література, 1988—1989. — 100 000 прим.
- Зібрання творів у п'яти томах. — Москва: Терра, 1993. — 100 000 прим.

Історичні праці:
- Люди криголама «Сєдов» (1939)
- «На кораблі „Георгій Сєдов“ через Льодовитий океан» (1941)
- «Три зимівлі у льодах Арктики» (1950)
- «У льодах Арактики» (1950)
- «Розгадка таємниці Землі Андрєєва» (1953, у співавторстві із Зубовим)
- «По студених морях. Нариси з історії льодових плавань російських поморів» (1956)
- «На морських дорогах» (мемуари, 1978)

Історичні та пригодницькі романи та повісті:
- «Шлях на Грумант» (1953)
- «Підкорювачі студених морів» (1957)
- «Чужі вітрила» (1959)
- «Секрет державної ваги» (1966)
- «Кільце великого магістра» (1969)
- «На затонулому кораблі» (1964)
- «Корсари Івана Грозного» (1973)
- «Кораблетроща біля острова Надії» (1977)
- «Ключі від зачарованого замку» (1980)

Сценарії:
- «Море студене» (1954, у співавторстві з Володимиром Крепсом[ru])